# Malden (Massachusetts)
Pour les articles homonymes, voir Malden.
Malden est une ville des États-Unis, dans le Massachusetts, comté de Middlesex, fondée en 1649. Malden a reçu son nom de la ville d'Angleterre située dans l'Essex.
À l'origine, en 1629, une parcelle de forêts au nord de la rivière Mystic River avait été achetée aux indiens Pawtucket et avait été baptisée Mystic Side. Intégrée à la ville de Charlestown (Massachusetts), elle se vit conférer son autonomie sur la demande de ses habitants sous le nom de Malden. 
La ville s'étend aujourd'hui sur 13,2 km2, comprenant 0,1 km2 d'eau (0,78 % de la surface totale). Elle porte la désignation city (ville) depuis 1882.
Au dernier recensement de 2000, la ville comptait 56 340 personnes, réparties en 23 009 foyers et 13 575 familles. La densité de population s'élevait à 4 290,5 personnes/km2.